# Farragut North (Metro de Washington)
Farragut North es una estación subterránea en la línea Roja del Metro de Washington, administrada por la Autoridad de Tránsito del Área Metropolitana de Washington. La estación se encuentra localizada en 1001 Connecticut Avenue NW en Washington D. C.. La estación Farragut North fue inaugurada el 27 de marzo de 1976. 

## Descripción
La estación Farragut North cuenta con 1 plataforma central. La estación también cuenta con 0 de espacios de aparcamiento y 8 espacios para bicicletas con  casilleros.

## Conexiones
La estación cuenta con las siguientes conexiones de autobuses: 
- Rutas del MetroBus
DC Circulator
MTA Maryland Commuter Bus
Loudoun County Commuter Bus
OmniRide Commuter